# 1327 en philosophie
Chronologie de la philosophie
- 1323
- 1324
- 1325
- 1326
- 1327
- 1328
- 1329
- 1330
- 1331

L’année 1327 a été marquée, en philosophie, par les événements suivants :

## Événements
- 9 avril : excommunication des théologiens Jean de Jandun et Marsile de Padoue, considérés comme hérétiques par le pape Jean XXII[1].

- Le procès du philosophe et théologien Maître Eckhart débute. Il est accusé d'avoir écrit des propositions hérétiques. Il meurt en 1328 et sera condamné post-mortem en 1329.